# Джоан Арматрейдінг
Джоан Арматрейдінг (англ. Joan Armatrading; 9 грудня 1950, Сент-Кіттс, Вест-Індія) — англійська вокалістка, гітаристка, піаністка, композиторка, авторка текстів, продюсерка.

## Життєпис
Родина Арматрейдінгів прибула до Бірмінгема 1958 року, де Джоан опанувала гру на гітарі та фортепіано, і наприкінці шістдесятих років завдяки посередництву ще однієї емігрантки з Карибів — Пем Нестор — зіткнулася зі світом поп-музики. На початку сімдесятих обидві дебютували у лондонській інсенуації мюзиклу «Hair», а також разом компонували пісні. Проте їх шляхи розійшлись, коли 1972 року продюсер Гас Даджеон на роль головної вокалістки дебютного альбому «Whatevers For Us», репертуар для якого написали обидві дівчини, вибрав Джоан. Однак ця платівка, на якій вокалістці акомпанували гітарист Дейв Джонстон та ударник Рей Купер, незважаючи на прихильні рецензії не стала бестселером. Фірма «Curb», що видала цей альбом, вирішила продати виконавицю американському концерну «А&М». 1975 року Джоан уклала угоду з «А&М», а першим її продюсером на новій фірмі став Піт Гайдж. Результатом їх співпраці став альбом «Back To The Night» і хоча у запису взяли участь такі музиканти, як Енді Саммерс та Джин Россел, платівки не користувались великим попитом.
Переломним моментом у кар'єрі Джоан став 1976 рік, коли її перший із чотирьох продюсованих Гліном Джонсоном альбомів — «Joan Armatrading» — потрапив до британського Тор 20 лонгплеїв, а твір «Love & Affection» — до першої десятки синглів. Альбоми «Show Some Emotion» та «То The Limit» продавались ще краще за попередній, однак не мали хіт-синглів. Лонгплей «Steppin' Out» 1979 року, записаний під час концертів у США, вінчав плідну співпрацю співачки та її продюсера, але цю роботу досить прохолодно зустріли як у Британії, так і в Америці.
На короткий час Арматрейдінг зв'язалась з продюсером Генрі Д'юї, але великого успіху виконавиці це не принесло. Сингл «Rosic» потрапив лише у нижню частину чарту, а міні-альбом «How Cruel» було видано лише у США та континентальній Європі. Черговим продюсером Джоан стає Річард Готтерер, колишній учасник гурту The Strangeloves та продюсер першого альбому гурту Blondie. Цього разу вибір виявився вдалим. Альбом 1980 року «Me, Myself, І» ввійшов до першої американської сороковки, а сингл «All The Way From America» з цього альбому здобув помірковану популярність у Великій Британії.
На записаному 1981 року під керівництвом Стіва Лілліуайта альбомі «Walk Under Ladders» співачці допомагала відома (за роботами Боба Ділана) ритмічна секція з Ямайки: Слай Данбер (ударні) та Роббі Шекспір — бас, гітарист, а також Енді Партрідж — вокаліст гурту ХТС, і Томас Долбі на клавішних інструментах. З цієї платівки, що стала популярною у США, а менше у Британії, походили сингл-твори «I'm Lucky» та «No Love»". Лонгплей 1983 року «The Key» продюсував також Лілліуайт, хоча режисером сингл-хіта «Drop The Pilot» та твору «What Do The Boys Dream» був Вол Герей. Ця платівка як і збірка «Track Record», закріпили високі позиції артистки у Британії. Джоан стала виконавицею, яка має власне коло фанів, недуже велике, проте дуже віддане.
Платівку «Secret Secrets» 1985 року продюсував Майк Хоулетт, однак якщо сингл «Temptation» ще користувався поміркованим успіхом, то сам альбом, незважаючи навіть на те, що автором обкладинки був популярний фотограф Роберт Мапплторп, зазнав фіаско у США. Наступну свою роботу, альбом «Sleight Of Hand», Арматрейдінг продюсувала сама, однак результат знову був кепським. 1988 року співачці вдається запросити до студії таких визнаних інструменталістів, як Марк Нопфлер з Dire Straits та Марк Брежицні (Mark Brzezicki) з Big Country, але і це не вплинуло на успіх альбому «The Shouting Stage». Розходження таланту та можливостей Арматрейдінг з смаками масового споживача підтвердила невдача альбому «Hearts & Rowers». Однак Арматрейдінг таки досягла професійної стабілізації десь на межі першої та другої ліги британського року, її платівки хоч і регулярно отримували схвальні відгуки з боку критиків, однак не завжди подобалися слухачам. Деяку популярність співачці повернули благодійні концерти, організовані Королівською родиною та «Amnesty International», а 1988 року і прибічниками Нельсона Мандели. Арматрейдінг завжди трималась на відстані від політики, однак 1992 року гостро протестувала, коли побачила своє ім'я у списку знаменитостей, що підтримують консервативну партію Британії. Однак на якому б рівні сьогодні не була популярність Джоан Арматрейдінг, вона все одно залишається першою темношкірою співачкою, якій вдалось здобути у Британії такі ж високі позиції, як і білим виконавцям.

## Дискографія
- 1972: Whatever's For Us
- 1975: Back To The Night
- 1976: Joan Armatrading
- 1977: ShowSome Emotion
- 1978: To The Limit
- 1979: Steppin' Out
- 1980: How Cruel
- 1980: Me, Myself, I
- 1981: Walk Under Ladders
- 1983: The Key
- 1983: Track Record
- 1985: Sercet Secrets
- 1986: Sleight Of Hand
- 1986: Joan Aimatrading Classics
- 1988: The Shouting Stage
- 1990: Hearts & Flowers
- 1991: The Very Best Of Joan Aimatrading
- 1992: Square The Circle
- 1995: What's Inside
- 2003: Lovers Speak
- 2004: Live: All the Way from America
- 2007: Into The Blues